# Ids Postma
Ids Hylke Postma (ur. 28 grudnia 1973 w Dearsum) – holenderski łyżwiarz szybki, dwukrotny medalista olimpijski, wielokrotny medalista mistrzostw świata oraz zdobywca Pucharu Świata.

## Kariera
Sukcesy odnosił na różnych dystansach, zarówno sprinterskich jak i długich. Pierwszy medal zdobył w 2006 roku, kiedy zajął drugie miejsce wieloboju podczas mistrzostw świata juniorów w Baselga di Pinè. Już rok później był drugi na mistrzostwach świata w wieloboju w Göteborgu. W tej samej konkurencji był też pierwszy na MŚ w Nagano (1997) i MŚ w Heerenveen (1998), drugi podczas MŚ w Inzell (1996), MŚ w Milwaukee (2000), i MŚ w Budapeszcie (2001) oraz trzeci na MŚ w Göteborgu (2003). Czterokrotnie zdobywał medale mistrzostw świata na dystansach: złoty w biegu na 5000 m podczas MŚ w Hamar (1996) oraz na 1500 m podczas MŚ w Heerenveen (1999) i MŚ w Nagano (2000), a także srebrny na tym dystansie na MŚ w Calgary (1998).
W 1998 roku brał też udział w igrzyskach olimpijskich w Nagano, zdobywając złoty medal w biegu na 1000 m i srebrny na dystansie 1500 m. W tym drugim biegu wyprzedził go tylko Norweg Ådne Søndrål. Na rozgrywanych cztery lata później igrzyskach olimpijskich w Salt Lake City jego najlepszym wynikiem było piąte miejsce w biegu na 1500 m.
Wielokrotnie stawał na podium zawodów Pucharu Świata, odnosząc przy tym siedem zwycięstw. W sezonie 1997/1998 zwyciężył w klasyfikacji końcowej na 1500 m. Na tym samym dystansie był też drugi w sezonach 1998/1999 i 1999/2000.
W wieloboju był także mistrzem Europy (1997) i Holandii (1994, 1999). Ustanowił dwa rekordy świata.
Jego żoną jest niemiecka panczenistka Anni Friesinger.

### Mistrzostwa świata
- Mistrzostwa świata w wieloboju
  - złoto – 1997, 1998
  - srebro – 1994, 1996, 2000, 2001
  - brąz – 2003